# دونخگر
دونخگر (به لاتین: Dünkheger) یک منطقهٔ مسکونی در مغولستان است که در China–Mongolia border واقع شده‌است. دونخگر ۳٬۳۱۵ متر بالاتر از سطح دریا واقع شده‌است.